# Cordylomera elegans
Cordylomera elegans är en skalbaggsart som beskrevs av William Lucas Distant 1904. Cordylomera elegans ingår i släktet Cordylomera och familjen långhorningar.
Artens utbredningsområde är:
- Malawi.
- Moçambique.
- Zimbabwe.

Inga underarter finns listade i Catalogue of Life.